# Lew Lwowitsch Potjomkin
Lew Lwowitsch Potjomkin (russisch Лев Львович Потёмкин; * 26. März 1905 in Moskau; † 2. März 1989 ebenda) war ein sowjetischer Theater- und Film-Schauspieler sowie Synchronsprecher.

## Leben und Leistungen
Potjomkin trat ab 1922 an mehreren Moskauer Theatern auf und war ab 1950 als Operettendarsteller aktiv. Unter der Leitung von Grigori Markowitsch Jaron (1893–1963) gab er Rollen in namhaften Werken wie Die lustige Witwe, Ball im Savoy und Die Zirkusprinzessin. Nach Jarons Tod beendete Potjomkin seine Operettenkarriere im Jahr 1964, blieb neben seiner Filmarbeit aber insbesondere für sein Wirken am Musiktheater in Erinnerung.
Potjomkins 40 Werke umfassende Filmkarriere begann in den späten 30er Jahren. Er wurde insbesondere als Nebendarsteller in diversen Märchenfilmen Alexander Rous bekannt und war auch an den Drehbüchern zu Der Hirsch mit dem goldenen Geweih und Finist – Heller Falke als Coautor beteiligt. Er wirkte ferner in Literaturverfilmungen wie Timur und sein Trupp und Das Schicksal des Trommlers oder den biografischen Arbeiten Der erste Präsident und Salawat Julajew (beide 1940) mit, tauchte in letzterem jedoch nicht in den Credits auf. Über sein Wirken vor der Kamera hinaus war Potjomkin auch als Synchronsprecher tätig, u. a. für Egon von Jordan in der russischsprachigen Fassung von Bel Ami (1955).
Lew Potjomkin war Träger der Medaille „Sieg über Deutschland“. Er war mit Nina Michailowna Sytina und in zweiter Ehe mit Sofja Pawlowna Terentjewa (1914–1991) verheiratet. Letztere war seine Filmpartnerin in Der Zauberfisch (1938), zugleich ihre einzige Spielfilmrolle.

## Filmografie (Auswahl)
- 1938: Der Zauberfisch (Po schtschutschemu welenju)
- 1940: Die schöne Wassilissa (Wasilisa Prekrasnaja)
- 1940: Timur und sein Trupp (Timur i jego komanda)
- 1940: Der erste Präsident (Jakow Swerdlow)
- 1940: Salawat Julajew
- 1941: Das Wunderpferdchen (Konjok-Gorbunok)
- 1954: Herz ohne Liebe (Anna na scheje)
- 1955: Das Schicksal des Trommlers (Sudba barabanschtschika)
- 1958: Die Abenteuer des gestiefelten Katers (Nowy pochoschdenija Kota w Sapogach)
- 1964: Väterchen Frost / Abenteuer im Zauberwald (Morosko)
- 1968: Feuer, Wasser und Posaunen (Ogon, woda i … mednye truby)
- 1970: Die schöne Warwara (Warwara-Krasa, dlinnaja kosa)
- 1971: Offiziere (Ofizery)
- 1973: Der Hirsch mit dem goldenen Geweih (Solotye roga) (auch Drehbuch)
- 1975: Finist – Heller Falke (Finist - jasny sokol) (auch Drehbuch)
- 1976: Der diebische König (Poka bjut tschasy)
- 1976: Die traurige Nixe (Rusalotschka)